# Víctor Hugo Rascón Banda
Víctor Hugo Rascón Banda (Uruachi, Chihuahua, 6 de agosto de 1948 - Ciudad de México, 31 de julio de 2008) fue un dramaturgo y abogado mexicano.

## Estudios
Nació en 1948 en la localidad de Uruachi, un pueblo minero de la sierra de Chihuahua, al norte de México. Por tradición familiar debió dedicarse a la minería; sin embargo, su vida tomó otros caminos, enfocados a la creación literaria. Se convirtió en un destacado abogado.
Salió tempranamente de su pequeño pueblo para continuar sus estudios. No obstante, con frecuencia retornó física o metafóricamente para alimentarse de los personajes e historias que le fueron cercanos, es decir, de la sabiduría rarámuri y de la extranjería alemana, francesa y española, presente en su tierra.[cita requerida]
Estudió en la Escuela Normal de Chihuahua, donde se graduó como maestro de lengua y literatura españolas. Continuó sus estudios en la Escuela Normal Superior José Medrano, y después se trasladó a la Ciudad de México, en donde obtuvo la licenciatura, maestría y doctorado en Derecho, en la Universidad Nacional Autónoma de México (UNAM). Se integró a los talleres de dramaturgia de Hugo Argüelles y de Vicente Leñero y a las clases de dirección escénica con Héctor Azar.en el Centro de Arte Dramático A. C. (CADAC).

## Docencia
Impartió clases en el sistema escolar de la Secretaría de Educación Pública: en la secundaria 8 de la Ciudad de México. También en la UNAM: en el Colegio de Ciencias y Humanidades (CCH), en la Facultad de Derecho y en el Colegio de Literatura Dramática y Teatro de la Facultad de Filosofía y Letras.

## Características de su labor literaria

### Teatro
En 1979, escribió su primera obra de teatro, titulada Voces en el umbral, donde recreó la vida de dos mujeres, una alemana y una tarahumara, que ven su vida transcurrir del auge hacia la decadencia minera. Su primera obra llevada a los escenarios fue Los ilegales.
Su obra dramática está conformada por medio centenar de textos: obras como Contrabando, La mujer que cayó del cielo, Sazón de mujer o Apaches son la clave de acceso al universo de su obra. Sus obras han sido ampliamente escenificadas y editadas.la casa de las golondrinas

### Cine
Además de su creación dramática, realizó varios guiones para cine, como: Días difíciles, Morir en el golfo (de la novela de Héctor Aguilar Camín), Playa azul, Jóvenes delincuentes, Tiempos de odio (sobre la muerte del Padre Pro), El secreto de la Diana cazadora, Rosa de California, y el guion de la telenovela Días de feria.

## Premios y reconocimientos
Por sus obras de teatro, obtuvo premios nacionales e internacionales:
- el primer lugar en el Concurso de Poesía 1970 del Ayuntamiento de Ciudad Juárez, Chihuahua;
- el Premio Nacional de Teatro Ramón López Velarde 1979 (por La maestra Teresa);
- el Premio Nacional de Teatro Ramón López Velarde 1981 (por Salón Plaza);
- el Premio Latinoamericano de Teatro 1981 (por Tina Modotti);
- el Premio Teatro Nuestra América 1981;
- el Premio Xavier Rojas 1981 al mejor teatro de búsqueda (por Armas blancas);
- el Premio de Teatro 1982 en el X Festival Internacional Cervantino (FIC) (por El baile de los montañeses);
- el Premio Nacional de Teatro "Ramón López Velarde" 1982 (por la misma obra);
- el Premio Tomás Valles Vivar 1984 (por su trayectoria literaria);
- el Premio Nacional Juan Rulfo para Primera Novela 1991 (por Contrabando);
- cuatro premios nacionales otorgados por el gobierno de Costa Rica 1991 (por Voces en el umbral);
- cuatro premios de la crítica: entre ellos, a la mejor obra de autor nacional, en 1993, por La casa del español;
- el Premio Juan Ruiz de Alarcón 1993;
- el Premio Rodolfo Usigli 1993;
- el Premio Nacional de Dramaturgia Juan Ruiz de Alarcón 2001;
- la Medalla Xavier Villaurrutia, otorgado por el Instituto Nacional de Bellas Artes (INBA) y el Consejo Nacional para la Cultura y las Artes (Conaculta) para reconocer su trayectoria.[3][4]

## Defensor de los derechos de autor en México e impulsor de la Ley del Libro
Para reconocer su labor, algunos reconocimientos nacionales llevan su nombre, como el Premio de Composición Dramática de Monólogo de Quintana Roo, el del Concurso de Teatro Unipersonal de Quintana Roo y el Premio de Dramaturgia de Nuevo León. Fue el más destacado defensor de los derechos de los autores mexicanos y el más comprometido impulsor de la Ley del Libro; durante el año 2000 desarrolló, junto con Alán José, Beatriz Zavala y Omar Cerezo, el programa cultural del gobierno de Vicente Fox Quesada, programa que nunca se implementó.[cita requerida]

## Otros cargos y nombramientos
Durante sus últimos días fungió también como asesor del Consejo Nacional para la Cultura y las Artes, tesorero de la Academia Mexicana de Artes y Ciencias Cinematográficas, presidente de la Federación de Sociedades Autorales y vicepresidente de la Confederación Internacional de Sociedades de Autores y Compositores. 

## Miembro de la Academia Mexicana de la Lengua
Al final de su vida, Víctor Hugo Rascón Banda ingresó como miembro de número de la Academia Mexicana de la Lengua, donde ocupó la silla XXVIII, a partir del 12 de octubre del 2007.

## Obras
- Noles Volens (1974)
- Voces en el umbral (1979)
- Máscara contra cabellera (1985)
- Los ilegales
- Sazón de mujer
- Valquiria tarahumara
- La maestra Teresa
- Tina Modotti (1981)
- Armas blancas
- El baile de los montañeses
- Homicidio calificado
- Veracruz, Veracruz
- Volver a Santa Rosa
- La Isla de la Pasión
- Economía del crimen (2007), basada en el libro del mismo título del Dr. Andrés Roemer[6]
- Hotel Juárez
- Teatro completo de Celestino Gorostiza
- El deseo
- Cautivas
- Apaches
- Contrabando
- La fiera del Ajusco

## Muerte
Luego de enfrentar una larga batalla contra la leucemia (que le fue detectada desde 1994), falleció en la Ciudad de México a las 6 horas del 31 de julio de 2008, en el Hospital Inglés. Recibió un homenaje de cuerpo presente en el Teatro Wilberto Cantón, sede de los dramaturgos.[cita requerida] Como lo deseaba, sus restos descansan en su natal Chihuahua.